# Heodes naryna
Heodes naryna är en fjärilsart som beskrevs av Charles Oberthür 1910. Heodes naryna ingår i släktet Heodes och familjen juvelvingar. Inga underarter finns listade i Catalogue of Life.